# R.B.I. Baseball '94
R.B.I. Baseball '94 est un jeu vidéo de baseball sorti en 1994 sur Mega Drive. Le jeu a été développé et édité par Tengen.